# Schaken van A tot Z
Op deze pagina staan geen openingen, schakers of schaakverenigingen vermeld. Zie ook onderaan deze artikel voor lijsten over deze onderwerpen. 

## A
aanraken-is-zetten -
achtergebleven pion -
Afrikaans kampioenschap -
aftrekaanval -
aftrekschaak -
afgebroken partij -
Ambertoernooi -
Amsterdam Chess Open-
AVRO-toernooi -
Aziatisch kampioenschap

## B
batterij -
Belgisch kampioenschap -
Belle -
Berlijnse school -
blindschaak -
blokkeren -
blunder -
bordschaak -
bulletschaak

## C
centrum -
Chaturanga -
Chess Assistant -
Chess Informant Expert -
Chess Tiger -
ChessBase -
Chrysantentoernooi -
combinatie -
compensatie -
computerschaak -
correspondentieschaak -
Corus-toernooi -
Crafty -
Cray Blitz

## D
dame -
Deep Blue -
desperado -
dode stelling -
dolle toren -
doorbraak -
doorgeefschaak -
driemaal dezelfde stelling -
dubbelpion -
dubbelschaak

## E
e-mail toernooi -
Eerste Klasse (KNSB) -
eeuwig schaak -
einde partij -
eindspel -
en passant slaan -
ENCI Limburg Open -
Engelse beschrijvende notatie -
epaulettenmat -
Essent-toernooi -
Europees kampioenschap -
Europees kampioenschap voor landenteams - 
Euro Chess Tournament -
Euwe-ring

## F
familieschaak -
fianchetto -
FIDE -
FIDE-rating -
Fischerklok -
flankspel -
Forsyth-Edwards Notation -
Fritz -
Fruit

## G
gambiet (lijst) -
gambieten in open spelen -
gambieten in halfopen spelen -
gambieten in gesloten spelen -
gambieten in halfgesloten spelen -
gambieten in flankspelen -
gambietvariant -
Game Over: Kasparov and the Machine -
geïsoleerde pion -
gesloten spel -
GNU Chess -
Gouden regels -
Grand International Chess Congress -
Grimshaw -
grootmeester

## H
halfgesloten spel -
halfopen spel -
Hastings -
herdersmat -
herhaling van zetten -
HIARCS -
Hogeschool Zeeland Schaaktoernooi -
huisschaker -
Hydra

## I
ICCF -
ICSC -
Ikarus -
Immergrüne -
internationale correspondentieschaaktitels -
internationale schaaktitels -
Internet Chess Club

## J
j'adoube -
jeugdschaak -
jeugdschaaktoernooi -
Junior

## K
Kaissa -
knock-outtoernooi -
kandidatentoernooi -
koning -
koning alleen -
Koninklijke Belgische Schaakbond (KBSB) -
Koninklijke Nederlandse Schaakbond (KNSB) -
Kotovsyndroom -
KNSB-rating -
kwaliteit -
kwaliteitsoffer -
kwalificatie

## L
levendschaak -
lightningschaak -
Linares-toernooi -
loper -
loperpaar

## M
mat achter de paaltjes -
matvoering -
Max Euwe Centrum -
meester -
Mephisto -
middenspel -
miniatuur -
minimax -
minorpromotie

## N
Narrenmat -
Nederlands kampioenschap -
Ned. Bond Correspondentieschakers -
New In Chess

## O
obstructie -
offer -
onomkeerbare zet -
onreglementaire zet -
Onsterfelijke partij -
ontwikkelen -
open lijn -
open spel -
opening -
openingsboek -
openingsmat -
openingsrepertoire -
openingsval -
oppositie -
overbelasting

## P
paard -
pact van Praag -
Parel van Zandvoort -
patroonherkenning -
patstelling -
penning -
pièce touchée -
pion -
pionnenketen-
ply -
Portable Game Notation -
positiespel -
prematuur -
probleemschaak -
Professional Chess Association -
promoveren

## R
randpion -
rapidschaak -
REBEL -
relatieve waarde van schaakstukken -
remise -
revanche -
rokade -
Rybka

## S
Saavedra-positie -
schaak -
schaak 960 -
schaakboksen -
schaakbord -
schaakcode -
schaakcomputer-
schaakdatabase -
schaakgeld -
schaakkampioen -
schaakklok -
schaakmat -
schaaknotatie -
schaakolympiade -
schaakopening -
schaakpartij -
schaakpostzegel -
schaaksoftware -
schaakstuk -
schaaktheorie -
schaaktoernooi -
schaaktrainer -
schaakvariant -
schaken -
Schaken in Nederland in de 19e eeuw - 
schaker -
secondant -
SCID -
Shatranj -
Shredder -
simultaan -
slaan -
snelschaak -
spektakelstuk -
stappenmethode -
Staunton-schaakstukken -
stikmat -
Stukkenjagers Weekendtoernooi -
Swedish Chess Computer Association

## T
tekstzet -
thematoernooi -
thuisschaker -
tie-break -
toernooien 2004 -
toernooien 1e helft 2005 - 
toernooien 2e helft 2005 -
toren -
transpositie -
Torresmachine -
Turk

## U
Universal Chess Interface

## V
Val van de Koning -
variant -
verbonden pionnen -
VBG/van Berkel-BSG Pinkstertoernooi -
vierkant -
door de vlag gaan - 
vleugel -
vluchtveld -
vluggertje -
voorgift -
vork -
vrijpion -
vijftigzettenregel

## W
wandelkoning -
wedstrijdklok -
weerstandspunten -
weggeefschaak -
wereld open -
Wereldkampioenschap -
Wereldkampioenschap voor landenteams - 
WinBoard -
winnaars NK schaken -
winnaars WK correspondentieschaak -
winnaars WK schaken -
winstpercentage -
wit en zwart in het schaken -
wonderkinderen -
Wolgalied

## X
XBoard

## Z
zeekadettenmat -
Zwickmühle -
Zwitsers systeem